# Kriptidi
Kriptidi su životinje, biljke i mitološka bića kojima se bave znanosti kriptozoologija i kriptobotanika. To su najčešće bića za čije postojanje nema dovoljno dokaza. Postojanje nekih životinjskih vrsta koje su dugo vremena bile smatrane mitološkim bićima i kriptidima, poput gorile, divovske lignje i okapija, potvrđeno je od strane znanosti, dok brojne drugi i dalje ostaju na razini pretpostavljenog postojanja i legende. Danas među kriptide spadaju i neke od životinja čije je postojanje nekoć bilo utvrđeno, ali su u međuvremenu izumrle, ali se i dalje javljaju nepotvrđene vijesti kako su viđene. Takav slučaj je, primjerice, s tasmanijskim tigrom, čiji je posljednji poznati primjerak uginuo 1936. godine.

## Razvrstavanje kriptida
Kriptidi se najčešće razvrstavaju u sedam grupa: hominide (čovjekolike kriptide), sisavce (bez čovjekolikih stvorenja), ptice, gmazove, ribe, jezerska čudovišta, hibride, a ponekad se u kriptide svrstavaju i izvanzemaljci.

## Najpoznatiji kriptidi
Među najpoznatijim kriptidima su: Jeti, Bigfoot ili sasquatch, Alma, Yeren i Yowie (hominidi); Britanske velike mačke, plavi tigrovi i prugasti lavovi zvani marozi (sisavci); Gromoptice i Moe (ptice); Mokele-mbembe, Tatzelwurm, Hipekve, Dingoek, Kongamato i Buru (gmazovi); Mothman, Owlman (hibridi) te jezerska čudovišta poput čudovišta iz Loch Nessa.